# Lucius Fulvius Curvus
Lucius Fulvius Curvus war ein römischer Senator der mittleren Republik aus dem Plebejergeschlecht der Fulvier und erscheint als erstes Mitglied seiner Gens in den römischen Magistratslisten. Er war 322 v. Chr. Konsul und 316 v. Chr. Magister equitum.

## Leben
Die Fulvier stammten nach einer glaubwürdigen Überlieferung ursprünglich aus Tusculum und übersiedelten in der Mitte des 4. Jahrhunderts v. Chr. oder kurz darauf nach Rom. Die Veranlassung hierzu gab vielleicht der vom älteren Plinius berichtete Übertritt des Lucius Fulvius auf die Seite der Römer. Obwohl Plinius das Cognomen dieses Fulvius nicht anführt, wird er meist, so auch vom Althistoriker Friedrich Münzer, für identisch mit dem Konsul von 322 v. Chr., Lucius Fulvius Curvus, gehalten, welche Ansicht im Folgenden zugrunde gelegt werden soll.
Lucius Fulvius Curvus, dessen Vater und Großvater ebenfalls das Pränomen Lucius führten, soll laut Plinius zuerst Konsul des von Rom abgefallenen Tusculum gewesen und sofort nach seinem Überlaufen zu den Römern von diesen mit derselben höchsten Würde ausgezeichnet worden sein; und noch im gleichen Jahr habe er einen Triumph über seine eigenen Landsleute errungen. Im Zusammenhang mit dieser Mitteilung steht die Erzählung des Historikers Titus Livius, dass der Volkstribun Marcus Flavius 323 v. Chr. eine harte Bestrafung von Tusculum gefordert habe, weil auf dessen Betreiben die Städte Velitrae und Privernum gegen Rom rebelliert hätten, doch wären die Bewohner Tusculums aufgrund ihres demütigen Bittens in Rom verschont worden. Friedrich Münzer hält Plinius’ Darstellung für sehr bedenklich und glaubt eher, dass das Verfahren gegen Tusculum von den Annalisten aus der Zeit des ersten römischen Krieges gegen Privernum (357 v. Chr.) in die Nähe von Fulvius’ Konsulat (322 v. Chr.) gerückt worden sei; Fulvius (oder bereits sein Vater) könnte möglicherweise 357 v. Chr. zu den Römern übergegangen sein und es bei diesen später bis zum höchsten Staatsamt gebracht haben.
Historisch gesichert ist jedenfalls, dass Fulvius 322 v. Chr. das römische Konsulat bekleidete, wobei er Quintus Fabius Maximus Rullianus zum Amtskollegen hatte. Der von Livius angeführte Hauptbericht über die kriegerischen Ereignisse dieses Jahres dürfte nach der Ansicht von Friedrich Münzer weniger glaubwürdig als die daran angehängte Variante sein, nach der Fulvius und sein Mitkonsul militärisch erfolgreich gegen die Samniten vorgegangen seien, wofür ihnen ein Triumph zugebilligt worden sei, da letztere Angabe von den Triumphalakten bestätigt wird.
316 v. Chr. wird Fulvius zum letzten Mal in den Quellen erwähnt, als er als Magister equitum des Diktators Lucius Aemilius Mamercinus Privernas fungierte und mit diesem gemeinsam einen Sieg über die Samniten bei Saticula errang.